# Alberto Fontana
Alberto Fontana (Cesena, 23 de janeiro de 1967) é um ex-futebolista italiano que atuava como goleiro.

## Carreira
Nascido em Cesena, Fontana iniciou a carreira no clube homônimo, em 1986 e foi emprestado posteriormente ao Vis Pesaro, onde jogou 2 partidas. Voltou ao Cesena em 1987, como reserva de Sebastiano Rossi, e na temporada seguinte foi cedido à  SPAL, que disputava a antiga Série C1 nacional. Foi novamente reintegrado ao elenco do Cesena em 1989, novamente como reserva de Rossi, e com a saída do Ascensore Umano para o Milan, assumiu a titularidade no gol dos Cavalos Marinhos até 1993, quando transferiu-se para o Bari.
No clube apuliano, o goleiro atuou em 139 jogos (65 pela Série A, 68 pela Série B e 6 pela Copa da Itália). Em 1997, assinou com a Atalanta, mas não evitou o rebaixamento da Dea para a segunda divisão em sua primeira temporada. Ele, no entanto, seguiu na equipe até janeiro de 2001, quando ficou sem espaço (só jogou uma partida) e foi contratado pelo Napoli, na tentativa de salvar os Partenopei do rebaixamento. Herdou a vaga do então titular Francesco Mancini e se destacou ao pegar um pênalti de Zinédine Zidane contra a Juventus, mas não evitou a queda do Napoli para a Série B. O goleiro deixou a equipe ao término da campanha e foi para a Internazionale para ser reserva de [Francesco Toldo]].
Em 4 temporadas como jogador nerazzurro, Fontana disputou 24 jogos - 10 pela Série A e 14 em Copas, sagrando-se campeão da Copa da Itália de 2004–05. Após a chegada de Júlio César, foi automaticamente rebaixado para terceira opção ao gol da Internazionale, mas ele optou em deixar o clube para defender o Chievo, sucedendo Luca Marchegiani, que estava encerrando a carreira. Fontana atuou 32 vezes pela equipe de Verona, sendo um dos responsáveis pela sétima posição obtida - que virou quarto lugar após escândalo da Série A, rendendo a vaga para as fases de classificação da Liga dos Campeões da UEFA, mas ele não seguiu no time.
Seu último clube foi o Palermo, onde chegaria ainda em 2006, sendo inicialmente reserva de Federico Agliardi, que acabou se lesionando e fez com que Fontana herdasse a vaga até o final da temporada

Em 2007–08, seguiu como titular do Palermo (foram 30 partidas), porém a troca de diretor-esportivo e as vendas de Andrea Barzagli, Leandro Rinaudo, Cristian Zaccardo e Amauri causaram uma renovação no elenco rosanero, e Fontana, aos 41 anos, foi preterido com a contratação de Marco Amelia. Com apenas 5 jogos na temporada e sentindo-se "rejeitado" pelo time, recorreu ao Sindicato de Jogadores Profissioanis da Itália para resolver a situação. Em dezembro de 2008, Maurizio Zamparini (presidente do Palermo) anunciou que Fontana estava fora dos planos e o liberou para procurar outros clubes. Seu último jogo foi aos 41 anos e 297 dias, o que o colocaria até então como o segundo goleiro mais velho a disputar uma partida da Primeira Divisão italiana ([[Francesco Antonioli, seu ex-companheiro de equipe no Cesena, o superaria em 2012).
Ele ainda chegou a receber uma proposta para voltar ao Bari em 2009, mas decidiu abandonar os gramados.

## Títulos
Internazionale
- Copa da Itália: 2004–05

Vis Pesaro
- Série C2: 1986–87